# Mecklenburg-Schwerin

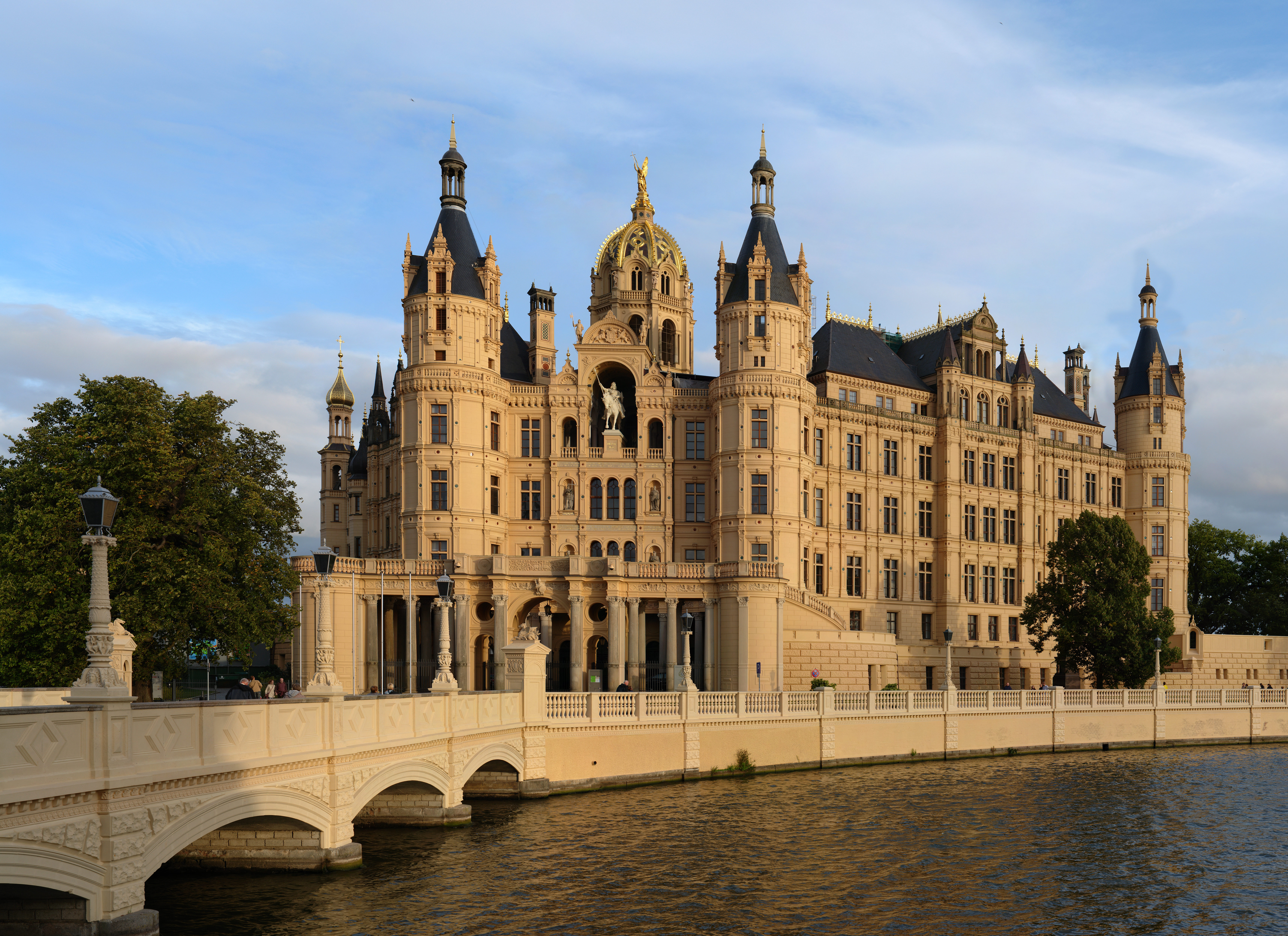
Das Schweriner Schloss, Hauptresidenz des Großherzogtums Mecklenburg-Schwerin, später Sitz des demokratisch gewählten Landtags

Das (Teil-)Herzogtum Mecklenburg-Schwerin war über Jahrhunderte eine wesentliche Teilherrschaft im Besitz der Herzöge zu Mecklenburg (ab 1815 Großherzöge von Mecklenburg). Zugleich blieb Mecklenburg-Schwerin bis zum Ende der Monarchie Teil und administrative Einheit des mecklenburgischen Gesamtstaates.
Umgangssprachlich bezeichnete man zu verschiedenen Zeiten als Mecklenburg-Schwerin die Summe verschiedener Teilherrschaften unter der Regentschaft der gleichnamigen Linie des mecklenburgischen Fürstenhauses, zuletzt das 1701 formierte (Teil-)Herzogtum, ab 1815 (Teil-)Großherzogtum Mecklenburg-Schwerin, das 1918 als Freistaat Mecklenburg-Schwerin erstmals politische Selbständigkeit erlangte. 1934 erfolgte unter nationalsozialistischem Druck die Wiedervereinigung der beiden Freistaaten Mecklenburg-Schwerin und Mecklenburg-Strelitz zum Land Mecklenburg, das nach geringfügigen Gebietsbereinigungen heute den größeren Teil des Landes Mecklenburg-Vorpommern bildet.

## Mecklenburg-Schwerin (1701–1918)

### Geschichte
Am Ende eines mehr als fünfjährigen Thronfolgestreits der mecklenburgischen Dynastie wurde das (Teil-)Herzogtum Mecklenburg-Schwerin 1701 ein weiteres Mal neu formiert. Gründungsurkunde für diese letzte politische und territoriale Struktur stellte ein Hausvertrag dar, der die Dritte mecklenburgische Hauptlandesteilung besiegelte und als Hamburger Vergleich in die Landesgeschichte einging. Während der Landesteil Mecklenburg-Strelitz durch diesen Vertrag vom 8. März 1701 neu formiert wurde, wurden große Teile des früheren Landesteils Mecklenburg-Güstrow dem früheren Landesteil Mecklenburg-Schwerin beigelegt. Beide Territorien in Summe bezeichnete man fortan wiederum als Mecklenburg-Schwerin, obgleich die Gebietsstände im Vergleich zu früheren Situation durchaus nicht deckungsgleich waren.
Im Inneren des neuen Landesteils waren die einzelnen Teilherrschaften in der Hand der regierenden Linie der Dynastie weiterhin von Bestand und verschmolzen nicht zu einem neuen Ganzen. Die Staatskalender von Mecklenburg-Schwerin bildeten diese fortbestehenden Territorialstrukturen innerhalb des Schwerinschen Landesteils noch lange ab.
Die 1701 getroffenen Festlegungen hatten mit geringfügigen Veränderungen bis zum Ende der Monarchie Bestand. Unterbrochen wurde die Kontinuität lediglich durch eine kurze Zwischenphase von 1848 bis 1850, in welcher der Landesteil Mecklenburg-Schwerin den ersten Schritt zu einem modernen Verfassungsstaat mit konstitutioneller Monarchie vollzog und damit schließlich scheiterte.

### Regenten
Titel: Herzog zu Mecklenburg (ab 1815: Großherzog von Mecklenburg), Fürst zu Wenden, Schwerin und Ratzeburg, auch Graf zu Schwerin, der Lande Rostock und Stargard Herr.
- 1701–1713: Friedrich Wilhelm (I.)
- 1713–1747: Karl Leopold, 1728 zugunsten seines Bruders Christian Ludwig II. entmachtet
- 1728–1747: Christian Ludwig II., infolge der Reichsexekution gegen seinen Bruder ab 1728 Landesadministrator, 1733 Kaiserlicher Kommissarius
- 1747–1756: Christian Ludwig II., seit dem Tod des Bruders Karl Leopold auch de jure Regent
- 1756–1785: Friedrich (der Fromme)
- 1785–1837: Friedrich Franz I., ab 1815 Großherzog
- 1837–1842: Paul Friedrich
- 1842–1883: Friedrich Franz II.
- 1883–1897: Friedrich Franz III.
- 1897–1918: Friedrich Franz IV., bis 1901 unter Vormundschaft

### Politik
Der Hamburger Vergleich vom 8. März 1701 hatte zwar versucht, den Regenten beider mecklenburgischer Landesteile eine Friedenspflicht, die Nichteinmischung in innere Angelegenheiten des jeweils anderen Landesteils und einvernehmliches Handeln in allen außenpolitischen Fragen zu verordnen. Die Praxis sah jedoch anders aus. Besonders in den ersten Jahrzehnten der Koexistenz verstießen die Landesherren gegen die Abmachungen. Die 1701 definierte politische Vorrangstellung der (Groß-)Herzöge aus Mecklenburg-Schwerin gab wiederholt Anlass zu Differenzen. Unklare Rechtszustände, gepaart mit politischem Kräftemessen zwischen Landesherrn und vereinten Landständen um Machtpositionen im mecklenburgischen Gesamtstaat führten Mecklenburg 1752/53 ein weiteres Mal an den Rand eines Bruderkriegs. Erst der „Landesgrundgesetzliche Erbvergleich“ von 1755, gleichsam fast eine Kapitulationserklärung der Landesherrschaft, bewirkte eine Beruhigung der Situation und lieferte die Basis für das eher friedliche Nebeneinander beider Landesteile bis zum Sturz der mecklenburgischen Monarchie 1918.
Verfassung, Landtag:
Als nur beschränkt autonomer Teil des Gesamtstaates Mecklenburg besaß Mecklenburg-Schwerin kein eigenes Parlament. Der ständische Landtag in Mecklenburg war eine gemeinsame Einrichtung und als höchste politische Instanz gleichermaßen für beide Landesteile von Mecklenburg zuständig.
Der ordentliche Landtag des mecklenburgischen Gesamtstaates trat einmal im Jahr abwechselnd in Sternberg (für das alte Herzogtum Schwerin) und Malchin (für das alte Herzogtum Mecklenburg-Güstrow) zusammen. Zur Entscheidungsfindung war es jedoch üblich, dass die Ritter- und Landschaft von Mecklenburg-Schwerin unabhängig davon eigene vorbereitende Versammlungen, Konvente genannt, abhielt, die jedoch keine politischen Befugnisse besaßen und nur der Repräsentation und Meinungsbildung dienten.
Ein modernes, aus gewählten Mitgliedern bestehendes Parlament, hat es zu Zeiten der Monarchie in Mecklenburg nur in einer kurzen Zwischenphase im Zuge der Revolution 1848/49 gegeben. Nachdem sich der Landesteil Mecklenburg-Strelitz aus dem demokratischen Erneuerungsprozess verabschiedet hatte, wurde 1849 das Staatsgrundgesetz für Mecklenburg-Schwerin verkündet, mit dem eine konstitutionelle Monarchie mit einem Zweikammernparlament auf den Weg gebracht werden sollte. Nach dem Scheitern der Revolution wurde auf Betreiben von Mecklenburg-Strelitz und auf Druck Preußens mit dem Freienwalder Schiedsspruch 1850 der alte Rechtszustand wiederhergestellt.
Am Ende des 19. und Anfang des 20. Jahrhunderts gab es Bestrebungen der Großherzöge und ihrer Staatsminister, dem Land eine moderne Verfassung zu verordnen. Alle derartigen Versuche scheiterten regelmäßig am Widerstand der Stände.
Für den im November 1918 einzuberufenden Landtag hatte Großherzog Friedrich Franz IV. mit seinem Staatsminister Adolf Langfeld die Verkündung einer neuen Verfassung vorbereitet. Rechtsgrundlage der Einführung sollte das mittelalterliche Recht des Landesherrn sein, in Notsituationen Gesetze aus eigener Hand zu erlassen. Durch das Aussterben der Linie Mecklenburg-Strelitz im thronfolgefähigen Mannesstamm wenige Monate zuvor war die Situation dafür günstig. Die Novemberrevolution beseitigte auch in Mecklenburg die Monarchie und machte diese Pläne überflüssig.

### Verwaltung
Eine moderne Verwaltungsgliederung, wie sie z. B. in Preußen nach den Freiheitskriegen eingeführt wurde, hat es in den mecklenburgischen (Groß-)Herzogtümern nie gegeben.

#### Regierung

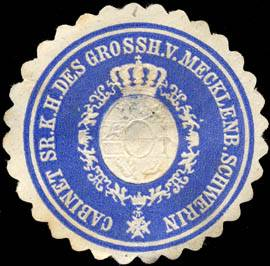
Siegelmarke Cabinet Seiner Königlichen Hoheit des Grossherzogs von Mecklenburg Schwerin

Als Folge der 1848er Revolution entstanden in Mecklenburg-Schwerin neue Behördenstrukturen der Landesverwaltung. Seit 15. Oktober 1849 bestand als großherzogliche Regierung ein (Gesamt-)Ministerium mit Sitz in Schwerin, das ab 1853 als Staats-Ministerium bezeichnet wurde. Es bestanden vier Ministerien:
1. Ministerium der auswärtigen Angelegenheiten (Außenministerium)
2. Ministerium des Innern (Innenministerium)
3. Ministerium der Finanzen (Finanzministerium)
4. Ministerium für die Justiz (Justizministerium)
Den Ministerien standen als Einzelleiter Staatsminister (Nr. 1., 2.) bzw. Staatsräte (Nr. 3., 4.) vor. Den Vorsitz im Gesamtministerium führte ein Staatsminister (einem Ministerpräsidenten vergleichbar), der als Fachministerien in Personalunion üblicherweise das Außen- und das Innenministerium leitete.
Das Militär stand unter der Leitung des Großherzoglichen Militärdepartements, dessen Chef, ein General, bei der Beratung militärischer Angelegenheiten Sitz und Stimme im Staatsministerium hatte.
Als oberste Kirchenbehörden von Mecklenburg-Schwerin trat 1848 der Oberkirchenrat an die Stelle des Konsistoriums mit Sitz in Schwerin. Der Oberkirchenrat stand unter der Oberaufsicht des Justizministeriums, Abteilung für die geistlichen Angelegenheiten, und war Landesherrn in seiner Eigenschaft als Oberbischof unmittelbar unterstellt.
Nicht zum Staatsministerium gehörte der so genannte Hof-Etat bzw. das Ministerium des Großherzoglichen Hauses, das alle Aufgaben des Hof-Staats- und Marschall-Amtes wahrnahm und nicht Teil der Regierung war.

#### Geheimerratspräsidenten, (Staats-)Minister
Amtsbezeichnung(en): bis 1837 Geheimerratspräsident und (erster) Minister; 1837–1840: erster Minister; ab 1850: Präsident des (Gesamt-)Staatsministeriums
- 1771–1783: Carl Friedrich Graf von Bassewitz (1720–1783)
- 1784–1800: Stephan Werner von Dewitz (1726–1800)[3]
- 1800–1808: Bernhard Friedrich Graf von Bassewitz   (1756–1816)[4]
- 1808–1836: August Georg von Brandenstein (1755–1836)
- 1836–1837: Leopold Hartwig von Plessen (1769–1837)
- 1837–1840: Christian Friedrich Krüger (1753–1840), 1. Staatsminister
- 1840–1850: Ludwig von Lützow (1793–1872)
- 1850–1858: Hans Adolf Carl Graf von Bülow (1807–1869)
- 1858–1869: Jasper von Oertzen (1801–1874)
- 1869–1885: Henning Graf von Bassewitz (1814–1885)
- 1886–1901: Alexander von Bülow (1829–1901)
- 1901–1914: Carl Graf von Bassewitz-Levetzow (1855–1921)
- 1914–1918: Adolf Langfeld (1854–1939)

### Gliederung
Wie der mecklenburgische Gesamtstaat gliederte sich auch Mecklenburg-Schwerin nach Besitzstrukturen in
- Domanium (Grundbesitz der Landesherren)
- Ritterschaft (Grundbesitz in der Regel adeliger Familien)
- Landschaft (Grundbesitz der Städte)

Dazu kamen noch die drei Landesklöster Dobbertin, Malchow und Ribnitz mit jeweils ausgedehntem Grundbesitz, die allesamt in Mecklenburg-Schwerin lagen. Seit der Reformation dienten sie als Damenstifte der Ritter- und Landschaft zur Versorgung unverheirateter Töchter des einheimischen Adels.
Alle diese Besitzstrukturen brachten eigene Verwaltungsstrukturen hervor: domaniale und ritterschaftliche und Klosterämter. Unter den Städten besaß die Seestadt Rostock einen Sonderstatus. Wismar als zweite Seestadt in Mecklenburg-Schwerin, kehrte erst ab 1803 aus schwedischer Verwaltung in den mecklenburgischen Landesverband zurück. Von den drei altmecklenburgischen Vorderstädten lagen zwei in Mecklenburg-Schwerin (Güstrow, Parchim). Sie hatten Vertretungsfunktionen für alle landtagsfähigen Landstädte im mecklenburgischen Staat und besaßen besondere Vorrangstellung.

#### Städte
Hauptstadt:
- Schwerin

Seestädte:
- Rostock
- Wismar

Vorderstädte:
- Parchim (Mecklenburgischer Kreis)
- Güstrow (Wendischer Kreis)

#### Ritterschaftliche Kreise
Bis 1918 bestanden in Mecklenburg-Schwerin zwei der drei ritterschaftlichen Kreise des mecklenburgischen Gesamtstaates. Der Kreis Wenden (oder der wendische Kreis) bestand aus den ritterschaftlichen Gebieten in den übernommenen Teilen Mecklenburg-Güstrows und der mecklenburgische Kreis bildete sich aus den ritterschaftlichen Gebieten im übrigen Teil Mecklenburg-Schwerins.

#### Ämter
(DA = Domanialamt; RA = Ritterschaftliches Amt; KA = Klosteramt)
1. Amt Boizenburg (DA)
2. Amt Boizenburg (RA)
3. Amt Bukow (RA)
4. Amt Bukow (in Neubukow) (DA)
5. Amt Bützow-Rühn (DA)
6. Amt Crivitz (DA)
7. Amt Crivitz (RA)
8. Amt Dargun-Gnoien-Neukalen (DA)
9. Amt Dobbertin (KA)
10. Amt Doberan (DA)
11. Amt Dömitz (DA)
12. Amt Gadebusch (RA)
13. Amt Gadebusch-Rehna (DA)
14. Amt Gnoien (RA)
15. Amt Goldberg (RA)
16. Amt Grabow (RA)
17. Amt Grabow-Eldena (DA)
18. Amt Grevesmühlen (RA)
19. Amt Grevesmühlen-Plüschow (DA)
20. Amt Güstrow (RA)
21. Amt Güstrow-Rossewitz (DA)
22. Amt Hagenow-Toddin-Bakendorf-Lübtheen (DA)
23. Amt Ivenack (RA)
24. Amt Lübz (RA)
25. Amt Lübz-Marnitz (DA)
26. Amt Malchow (KA)
27. Amt Mecklenburg (RA)
28. Amt Neukalen (RA)
29. Amt Neustadt (DA)
30. Amt Neustadt (RA)
31. Amt Plau (RA)
32. Amt Ribnitz (DA)
33. Amt Ribnitz (KA)
34. Amt Ribnitz (RA)
35. Amt Schwaan (DA)
36. Amt Schwaan (RA)
37. Amt Schwerin (RA)
38. Amt Stavenhagen (DA)
39. Amt Stavenhagen (RA)
40. Amt Sternberg (RA)
41. Amt Toitenwinkel zu Rostock (DA)
42. Amt und Stiftsamt Schwerin (DA)
43. Amt Warin-Neukloster-Sternberg-Tempzin (DA)
44. Amt Wismar-Poel-Mecklenburg-Redentin (DA)
45. Amt Wittenburg (RA)
46. Amt Wittenburg-Walsmühlen-Zarrentin (DA)
47. Amt Wredenhagen (RA)
48. Amt Wredenhagen (in Röbel) (DA)

Verwaltungsgliederung mit Einwohner 1871
| Stadt                        | Einwohner 1871 |
| ---------------------------- | -------------- |
| Boizenburg                   | 3.883          |
| Brüel                        | 2.012          |
| Bützow                       | 4.682          |
| Crivitz                      | 3.068          |
| Dömitz                       | 2.663          |
| Gadebusch                    | 2.500          |
| Gnoien                       | 3.408          |
| Goldberg                     | 2.938          |
| Grabow                       | 4.947          |
| Grevesmühlen                 | 4.218          |
| Güstrow                      | 10.753         |
| Hagenow                      | 3.859          |
| Krakow                       | 2.119          |
| Kröpelin                     | 2.327          |
| Laage i. Mecklenburg         | 2.075          |
| Lübz                         | 2.546          |
| Malchin                      | 5.181          |
| Malchow                      | 3.324          |
| Marlow                       | 2.058          |
| Neubukow                     | 1.821          |
| Neukalen                     | 2.455          |
| Neustadt i. Mecklenburg      | 1.665          |
| Parchim                      | 10.019         |
| Penzlin                      | 2.683          |
| Plau                         | 4.336          |
| Rehna                        | 2.480          |
| Ribnitz                      | 4.525          |
| Röbel/Müritz                 | 3.774          |
| Rostock                      | 37.934         |
| Schwaan                      | 3.377          |
| Schwerin                     | 26.934         |
| Stavenhagen                  | 2.497          |
| Sternberg                    | 2.726          |
| Sülze                        | 2.492          |
| Tessin                       | 2.794          |
| Teterow                      | 5.279          |
| Waren/Müritz                 | 6.201          |
| Warin                        | 1.773          |
| Wismar                       | 15.073         |
| Wittenburg                   | 3.513          |
| Domanialamt (ggf. Sitz)      | Einwohner 1871 |
| Bakendorf                    | 1.033          |
| Boizenburg                   | 6.125          |
| Bützow-Rühn                  | 4.675          |
| Bukow (in Neubukow)          | 4.880          |
| Crivitz                      | 6.867          |
| Dargun                       | 6.425          |
| Doberan                      | 13.587         |
| Dömitz                       | 8.388          |
| Eldena                       | 2.292          |
| Gadebusch                    | 2.881          |
| Gnoien                       | 735            |
| Goldberg                     | 4.155          |
| Grabow                       | 14.749         |
| Grevesmühlen                 | 6.495          |
| Güstrow                      | 8.550          |
| Hagenow                      | 9.883          |
| Lübtheen                     | 4.716          |
| Lübz                         | 7.978          |
| Marnitz                      | 2.280          |
| Mecklenburg                  | 3.086          |
| Neukalen                     | 879            |
| Neukloster                   | 4.175          |
| Neustadt (Mecklenburg)       | 10.079         |
| Plau                         | 2.104          |
| Vogtei Plüschow              | 795            |
| Redentin                     | 2.619          |
| Rehna                        | 2.318          |
| Ribnitz                      | 7.503          |
| Rossewitz                    | 1.272          |
| Schwaan                      | 5.314          |
| Schwerin                     | 12.051         |
| Stiftsamt Schwerin           | 2.812          |
| Stavenhagen                  | 4.483          |
| Sternberg                    | 2.347          |
| Sülze                        | 983            |
| Tempzin                      | 1.578          |
| Toddin                       | 1.285          |
| Toitenwinkel zu Rostock      | 4.308          |
| Walsmühlen                   | 1.349          |
| Warin                        | 1.150          |
| Wismar-Poel in (Wismar)      | 1.994          |
| Wittenburg                   | 3.130          |
| Wredenhagen (in Röbel)       | 2.548          |
| Zarrentin                    | 3.325          |
| Ritterschaftliches Amt       | Einwohner 1871 |
| Boizenburg                   | 1.756          |
| Bukow                        | 8.436          |
| Crivitz                      | 4.646          |
| Gadebusch                    | 4.326          |
| Gnoien                       | 7.653          |
| Goldberg                     | 2.419          |
| Grabow                       | 2.203          |
| Grevesmühlen                 | 13.888         |
| Güstrow                      | 13.562         |
| Schloss Ivenack, Amt Ivenack | 1.880          |
| Lübz                         | 7.713          |
| Mecklenburg                  | 5.613          |
| Neukalen                     | 3.402          |
| Neustadt (Mecklenburg)       | 5.227          |
| Plau                         | 1.322          |
| Ribnitz                      | 5.179          |
| Schwaan                      | 1.073          |
| Schwerin                     | 6.603          |
| Stavenhagen                  | 18.837         |
| Sternberg                    | 2.319          |
| Wittenburg                   | 9.805          |
| Wredenhagen                  | 5.915          |
| Klosteramt                   | Einwohner 1871 |
| Dobbertin                    | 5.305          |
| Malchow                      | 2.713          |
| Ribnitz                      | 808            |
| Kloster zum Heiligen Kreuz   |                |

## Freistaat Mecklenburg-Schwerin (1919–1933)

Wappen des Freistaates Mecklenburg-Schwerin

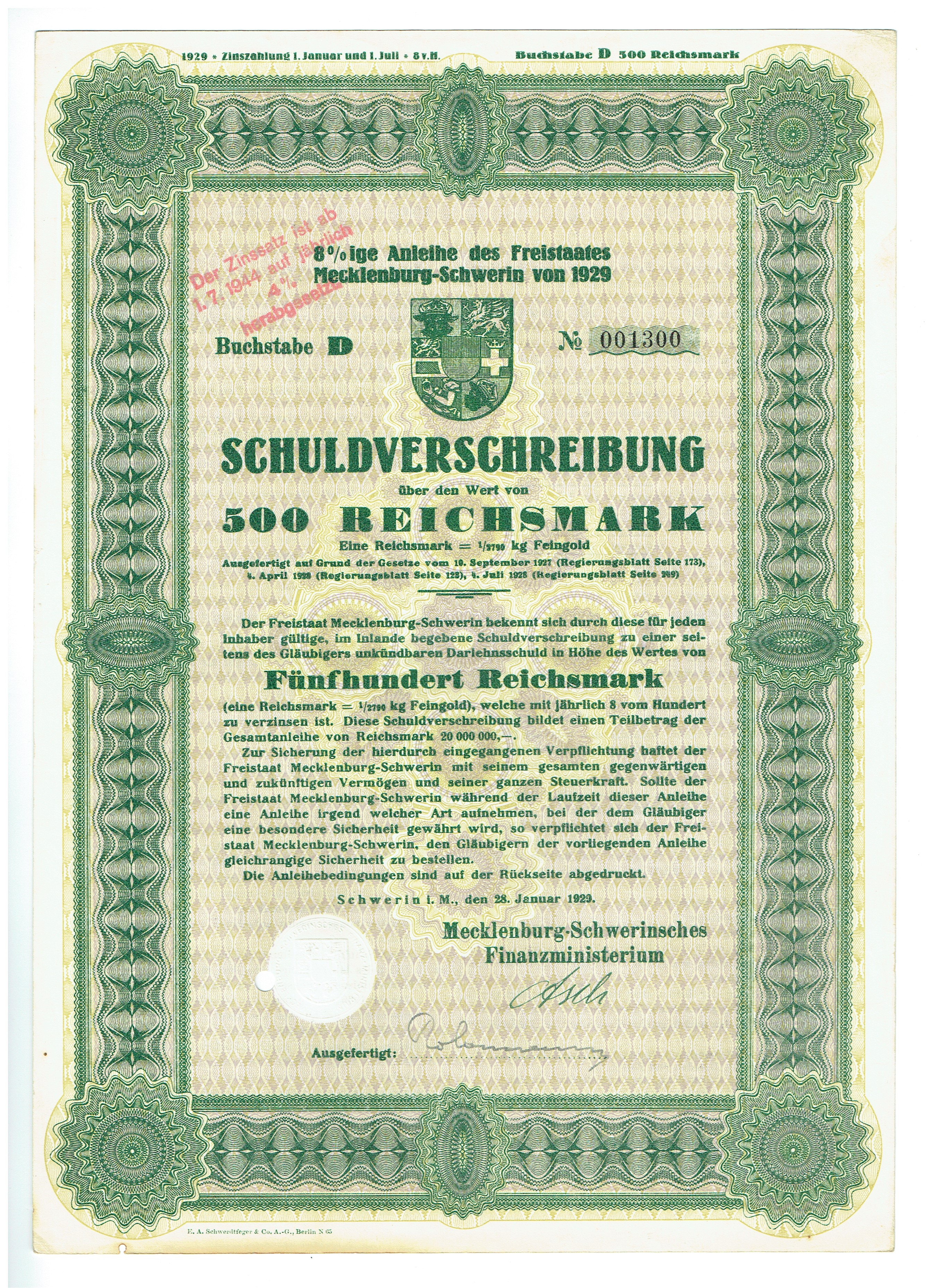
Anleihe des Freistaates Mecklenburg-Schwerin vom 28. Januar 1929

### Politik

#### Landtag
Der Landtag des Freistaates Mecklenburg-Schwerin hatte seinen Sitz in Schwerin. Die erste Sitzung der Verfassunggebenden Versammlung fand am 21. Februar 1919 statt. Der Landtag konstituierte sich nach der Wahl im Juni 1920. Die Legislaturperiode dauerte drei Jahre. Es galt ein Verhältniswahlrecht, allerdings mit geschlossenen Listen. Die Rechenverfahren wurden mit dem D’Hondt-Verfahren durchgeführt. Insgesamt gab es nur einen Wahlkreis, der den gesamten Freistaat umfasste.

#### Regierung
Das Mecklenburgisch-Schwerinische Staatsministerium bestand aus dem Ministerpräsidenten und den Ministerien für Äußeres, für Inneres, für Finanzen, für Justiz, für Unterricht, Kunst, Geistliche und Medizinalangelegenheiten und für Landwirtschaft, Domänen und Forsten. In der Regel übernahm der Ministerpräsident zugleich das Außenministerium und ein weiteres Fachministerium. Das Kabinett bestand dann aus dem Ministerpräsidenten und drei Ministern. Oft leitete ein Minister auch zwei Ministerien, so dass die Regierung aus dem Ministerpräsidenten und nur noch zwei Ministern bestand. In der nationalsozialistischen Zeit wurde das Kabinett weiter verkleinert (Ministerpräsident und ein Staatsminister).
Staatsminister, Ministerpräsidenten:
- 1918–1920: Hugo Wendorff, DDP
- 1920–1921: Hermann Reincke-Bloch, DVP
- 1921–1924: Johannes Stelling, SPD
- 1924–1926: Joachim Freiherr von Brandenstein, DNVP
- 1926–1929: Paul Schröder, SPD
- 1929–1932: Karl Eschenburg, DNVP
- 1932–1933: Walter Granzow, NSDAP
- 1933: Hans Egon Engell, NSDAP

#### Verwaltungsgliederung
Stadtbezirke:
1. Güstrow
2. Rostock
3. Schwerin
4. Wismar

Ämter:
1. Boizenburg
2. Bützow
3. Dargun
4. Doberan
5. Grabow
6. Grevesmühlen
7. Güstrow
8. Hagenow
9. Lübz
10. Ludwigslust
11. Malchin
12. Neustadt
13. Parchim
14. Röbel
15. Rostock
16. Schwerin
17. Stavenhagen
18. Warin
19. Waren
20. Amt Wismar

## Trivia
Thomas Manns Roman Königliche Hoheit spielt, ohne dies zu nennen, im – dichterisch selbstverständlich ‚bearbeiteten‘ – Großherzogtum Mecklenburg-Schwerin.